# Timoteo III (IV) di Alessandria
Papa Timoteo (in copto Ⲧⲓⲙⲟⲑⲉⲟⲥ, in arabo تيموثاوس‎?; Egitto, V secolo – Egitto, 20 febbraio 535) è stato un arcivescovo egiziano, che ha ricoperto la carica di patriarca di Alessandria dal 511 o 516 fino alla sua morte.
È enumerato come Timoteo IV dalla Chiesa ortodossa e dalla Chiesa cattolica, che riconoscono Timoteo Salofachiolo come Timoteo III. La Chiesa ortodossa copta, che rifiuta Salofachiolo, lo enumera come Timoteo III.

## Biografia
Come i suoi predecessori, era un miafisita. Timoteo mentre fu patriarca incontrò Teodora, la futura moglie dell'imperatore Giustiniano I ed ebbe un ruolo nella conversione della stessa al miafisismo.
È morto nel 528 o nel 535.